# De domme Martiaanse
De domme Martiaanse (Engels: Dumb Martian) is een sciencefictionverhaal geschreven door de Britse John Wyndham. Het verscheen in 1956 in de verhalenbundel The seeds of time, nadat het in juli 1952 te lezen was in Galaxy Magazine. In Nederland verscheen het bij Het Spectrum, Prisma Pockets, Sciencefictionverhalen 4 (1964), geheel gewijd aan Wyndham. In 1975 volgde een Nederlandse herdruk.

## Het verhaal
Duncan Weaver heeft een vijfjarig contract getekend voor een post op de tweede maan die haar rondjes draait rond Callisto, op zich weer een maan van Jupiter, in het verhaal aangeduid als Jupiter IV/II. Het is een eenzame post voor 5000 pond per jaar in een koepel, die verder bestaat uit een bibliotheek, discotheek, kantoor, onderzoekgedeelte en verblijven. Er is echter een mogelijkheid als gezelschap een "partner" mee te nemen. Weaver koopt/bestelt daartoe een Martiaanse, maar om de zweem van slavernij/racisme tegen te gaan wordt het omschreven als "vergoeding voor het verlies van haar diensten aan haar familie". Lellie kost 2000 pond, maar er komen kosten bij zoals trouwakte (weer om de term slavernij buiten te houden) en extra voedsel en brandstof tijdens reis en verblijf. Al met al vindt Weaver het wel een koopje. Eenmaal op Jupiter IV/II ontstaat er wrevel tussen de echtelieden. Zo vindt hij haar te dom in het huishoudelijk werk, bovendien lijkt ze een spraakstoornis te hebben. Ze heeft daarentegen een "gelukkige hand" in schaken en kaarten. Verbaal geweld loopt uiteindelijk uit in lichamelijk geweld, ze is immers in zijn ogen niet meer dan een stom beest.
Het was de bedoeling dat het echtpaar de volle vijf jaar, op post na, eenzaam zou doorbrengen. Hun verblijf wordt echter opgeschrikt door de komst van geoloog Alan Whint. Hij neemt de gezinssituatie in ogenschouw, kan eigenlijk niets doen op deze afgelegen post, maar wijst Weaver op de ontluikende intelligentie van Lellie. Whint wijst Lellie ook op de bibliotheek, etc. en de mogelijkheid tot emancipatie. Whint gaat op onderzoek uit op de maan en komt niet meer terug. Lellie ontwikkelt zich verder aan de hand van de boeken en begint Weaver stilletjes de schuld te geven van het verdwijnen van Whint. Als Weaver op een gegeven moment terugkomt, blijkt dat hij de deur tot de koepel niet meer te kunnen openen. De deur maakt deel uit van een sluis, waarbij de ene deur alleen geopend kan worden als de andere deur dicht is. Lellie weigert echter de binnenste deur te sluiten en zit glimlachend in haar stoel. Weaver bedenkt wat hij kan, maar ziet toch in dat zij hem altijd buiten kan houden en ook invloed heeft op het klimaat van zijn ruimtepak, dat allengs begint af te koelen. Uiteindelijk bevriest Weaver op Jupiter IV/II. Lellie blijkt uitgerekend te hebben dat het ombrengen van haar man veel winstgevender is dan het slaafs volgen. Immers als echtgenote strijkt zij aan het eind van de diensttijd de 25.000 pond op, minus de kosten die Weaver al had betaald voor haar.  
Het verhaal werd in 1962 bewerkt voor de televisieserie Out of this World, Dumb Martian met een inleiding van Boris Karloff. De hoofdrollen waren weggelegd voor Raymond Adamson en Hilde Schroder, beiden voornamelijk bekend van hun optredens in televisieseries in de jaren zestig.  